# White Castle (restaurante)
White Castle é uma cadeia norte-americana de restaurantes de fast food de hambúrguer com 377 locais em 13 estados, com sua maior presença no centro-oeste. A White Castle é geralmente considerada a primeira cadeia de hambúrgueres fast food do mundo. É também conhecido por seus hambúrgueres pequenos e quadrados chamados de "sliders". Os hambúrgueres custavam inicialmente cinco centavos até 1929 e permaneceram em 10 centavos até 1949. Na década de 1940, a White Castle publicou periodicamente anúncios promocionais em jornais locais que continham cupons oferecendo cinco hambúrgueres por dez centavos, apenas para viagem.
Em 14 de janeiro de 2014, a Time classificou o controle deslizante da White Castle como o hambúrguer mais influente de todos os tempos.